# كارليس أولمانيس
كارليس أولمانيس (باللاتفية: Kārlis Ulmanis) (و. 1877 – 1942 م) هو سياسي، ودبلوماسي من لاتفيا .

## روابط خارجية
- كارليس أولمانيس على موقع الموسوعة البريطانية (الإنجليزية)